# Pfarrkirche Steirisch Laßnitz

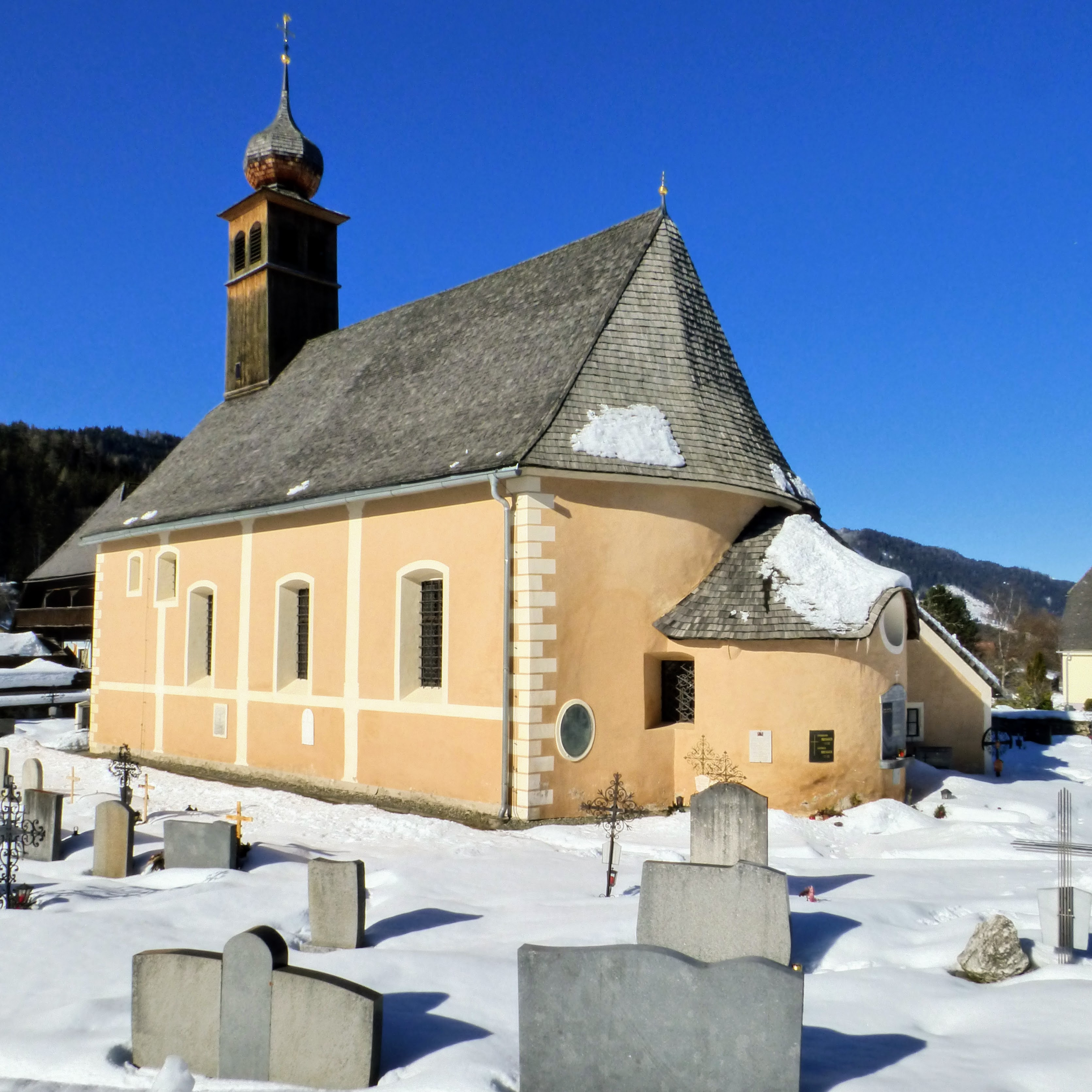
Katholische Pfarrkirche hl. Nikolaus in Steirisch Laßnitz

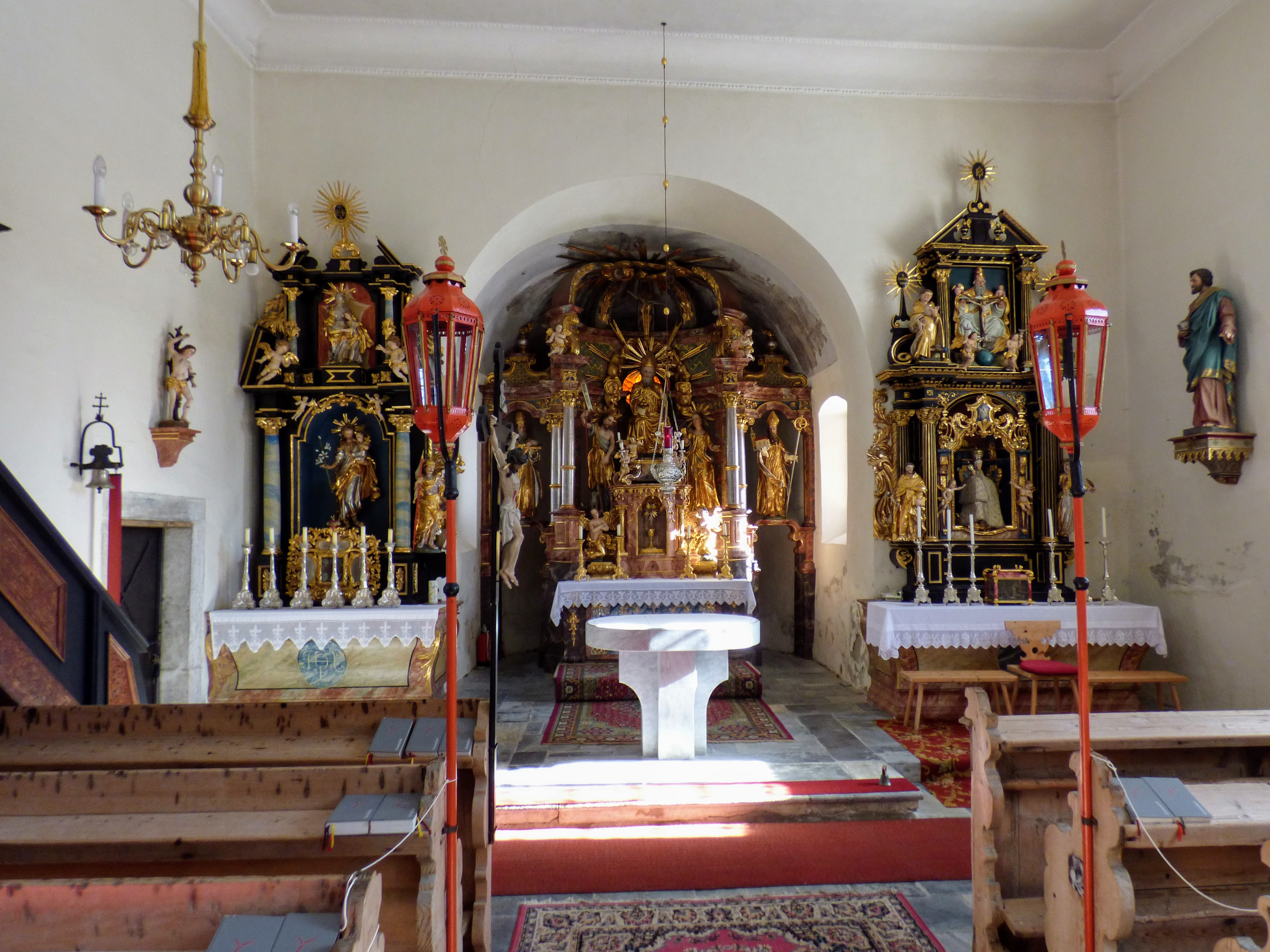
Langhaus, Blick zum Chor

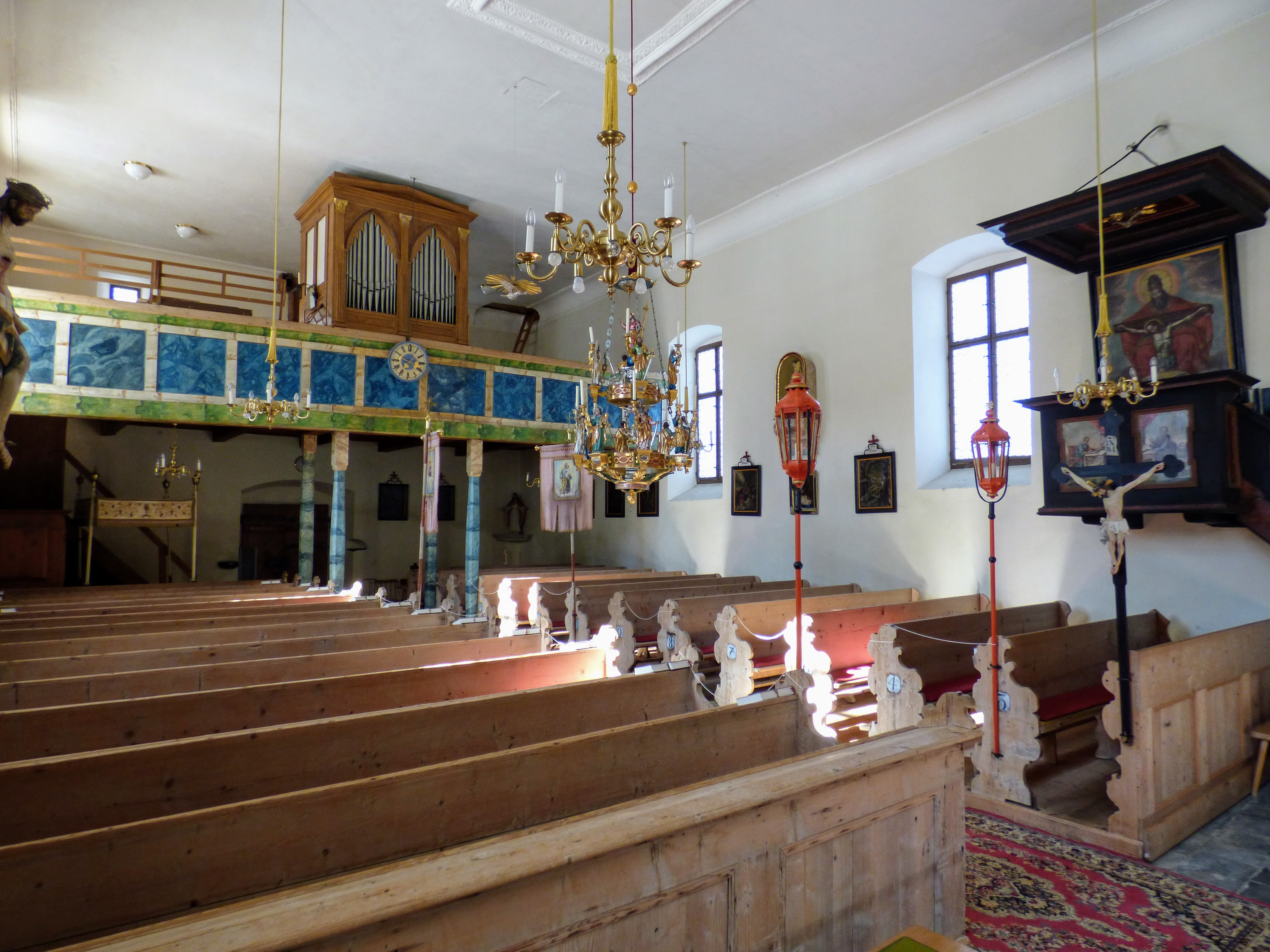
Langhaus, Blick zur Orgelempore

Diese römisch-katholische Pfarrkirche steht im Dorf Steirisch Laßnitz in der Stadtgemeinde Murau im Bezirk Murau in der Steiermark. Die dem Patrozinium des heiligen Nikolaus von Myra unterstellte Pfarrkirche gehört zur Region Obersteiermark West (Dekanat Murau) in der Diözese Graz-Seckau. Die Kirche steht unter Denkmalschutz (Listeneintrag).

## Geschichte
Die ältere Kirche wurde 1395 urkundlich genannt. Die Kirche ist dem Stift St. Lambrecht inkorporiert.
Von der ursprünglich romanischen Rundkirche haben sich die Apsis und das Ostsegment erhalten. Das Langhaus als Saalraum wurde 1720 erbaut. 1974 fand eine Außenrestaurierung statt.

## Architektur
Der Kirchenbau ist teils von einem ummauerten Friedhof umgeben. Die Fassaden sind mit geputzten Pilastern gegliedert. Über dem Westportal nennt 1721 das Jahr der Kirchweihe. Der hölzerne Dachreiter trägt einen Zwiebelhelm. Das Langhaus hat eine Flachdecke mit einem Stuckfeld. Die Westempore ist aus Holz. Die Sakristei steht nördlich des Chors. Im Dachboden an der Ostwand befinden sich Reste von Fresken aus der zweiten Hälfte des 12. Jahrhunderts mit der Darstellung von Heiligen und Tieren, die 1960 restauriert wurden.

## Einrichtung
Der Hochaltar als Säulenaltar um 1743 mit einem Ovalgrundriss und Umgangsportalen trägt eine Statue des hl. Nikolaus aus dem dritten Viertel des 15. Jahrhunderts.
Auf dem linken, dem hl. Joseph gewidmeten Seitenaltar aus dem Anfang des 18. Jahrhunderts stehen die spätgotische Statue des hl. Sebastian aus dem Ende des 15. Jahrhunderts und des hl. Florian aus der Bauzeit des Altares sowie als zentrale Figur eine Statue des hl. Joseph und als Aufsatzfigur die hl. Anna aus dem zweiten Viertel des 18. Jahrhunderts von Balthasar Prandtstätter. Der rechte Seitenaltar aus dem letzten Drittel des 17. Jahrhunderts mit Wangen aus dem frühen 18. Jahrhundert trägt die Statuen der Heiligen Dominikus und Katharina aus der Bauzeit des Altars und die Statuen der Heiligen Franz Xaver und Notburga aus der ersten Hälfte des 18. Jahrhunderts.
Die Kanzel aus der zweiten Hälfte des 17. Jahrhunderts hat einen rechteckigen Korb mit Bildern der Evangelisten, die Rückwand zeigt den Gnadenstuhl.
Ein überlebensgroßes Kruzifix aus der Zeit um 1350/1360 mit beweglichen Armen wurde 1959/1960 restauriert.
Die vierzehn Kreuzwegbilder malte Jakob Gartner 1774.
Die Orgel wurde 1880 von Carl Billich renoviert, im Kern ist das spätbarocke Gehäuse erhalten. Ein Glocke nennt Adam Roßtascher 1680.